# ФДЕ інгібітори

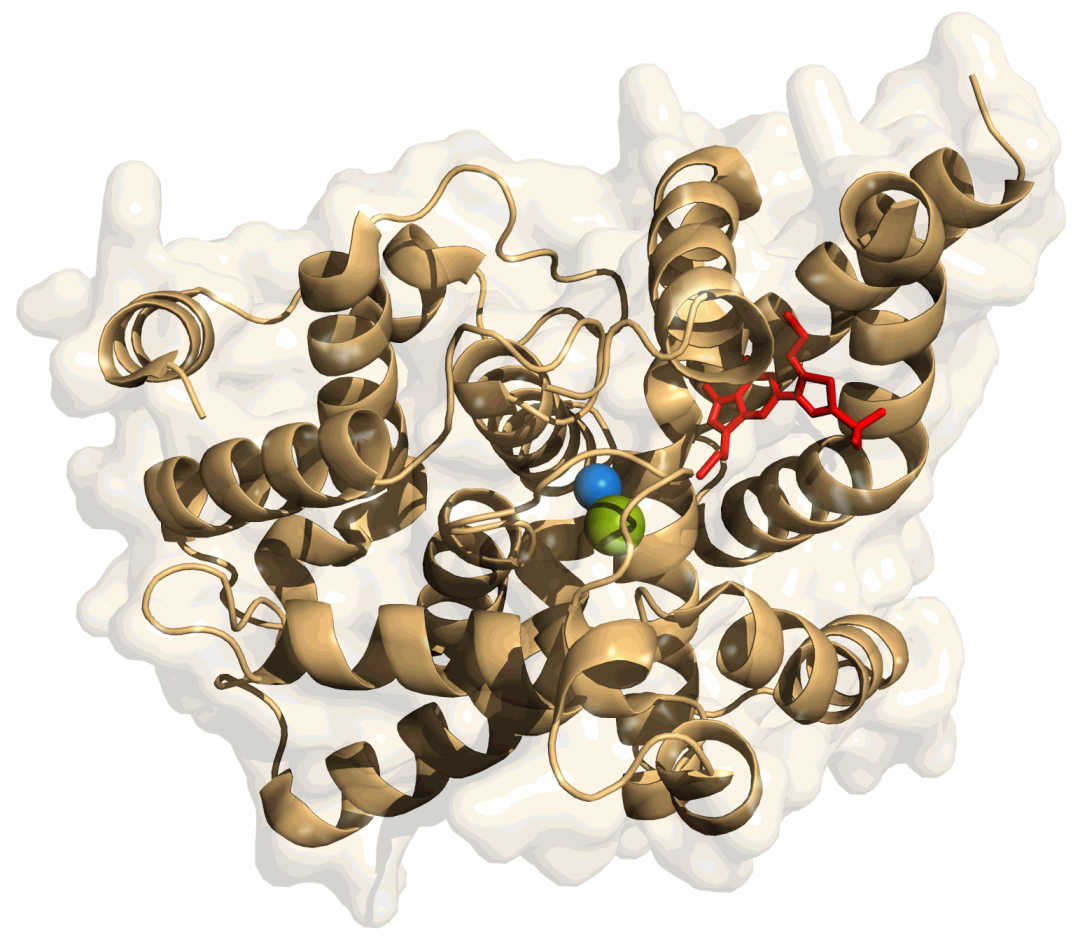
Фосфодіестераза-5

Інгібітор фосфодіестерази — це препарат, який блокує один або більше з п'яти підтипів ферменту фосфодіестерази (ФДЕ), тим самим запобігаючи інактивації внутрішньоклітинних вторинних посередників, циклічного аденозинмонофосфату (цАМФ) і циклічного гуанозинмонофосфату (цГМФ) ФДЕ підтип(и). Повсюдна присутність цього ферменту означає, що неспецифічні інгібітори мають широкий спектр дії, причому дії на серце та легені одними з перших знайшли терапевтичне застосування.

## Історія
Різні форми або підтипи фосфодіестерази спочатку були виділені з мозку щурів на початку 1970-х років і незабаром було показано, що вони вибірково пригнічуються в мозку та інших тканинах різними препаратами. Потенціал селективних інгібіторів фосфодіестерази як терапевтичних засобів був передбачений ще в 1977 році Вайсом і Хейтом. Тим часом це передбачення виявилося вірним у різних сферах.

## Класифікація

### Неселективні інгібітори ФДЕ
Метиловані Ксантини та похідні:
- кофеїн, незначний стимулятор
- амінофілін(Aminophylline)
- ІБМК[en] (3-ізобутил-1-метилксантин), використовуваний як інструмент дослідження у фармакологічних дослідженнях
- Параксантин
- пентоксифілін, препарат, який має потенціал для посилення кровообігу і може мати застосування при лікуванні цукрового діабету, фіброзних розладів, ураження периферичних нервів та мікросудинних ушкоджень[7]
- теобромін
- теофілін, бронходилататор

Метильовані ксантини чинять подвійну дію, як:
1. конкурентоспроможні неселективні інгібітори фосфодіестерази[6] які підвищують внутрішньоклітинний цАМФ, активують ПКА (PKA — Protein kinase A), пригнічують синтез TNF-альфа[7][8] і лейкотрієнів[9], а також зменшують запалення та вроджений імунітет[9] та
2. неселективні антагоністи аденозинових рецепторів[en][10]

Але різні аналоги демонструють різну дію на численних підтипах, і широкий спектр синтетичних похідних ксантину (деякі неметильовані) були розроблені для пошуку сполук з більшою селективністю щодо ферменту фосфодіестерази або підтипів рецепторів аденозину.

### Селективні інгібітори ФДЕ2
- EHNA (erythro-9-(2-hydroxy-3-nonyl)adenine)
- BAY 60-7550 (2-[(3,4-dimethoxyphenyl)methyl]-7-[(1R)-1-hydroxyethyl]-4-phenylbutyl]-5-methyl-imidazo[5,1-f][1,2,4]triazin-4(1H)-one)
- Оксиндол
- ПДП (PDP) (9-(6-Phenyl-2-oxohex-3-yl)-2-(3,4-dimethoxybenzyl)-purin-6-one)

### Селективні інгібітори ФДЕ3
- Інамринон, мілринон та еноксимон використовуються клінічно для короткочасного лікування серцевої недостатності. Ці препарати імітують симпатичну стимуляцію і збільшують серцевий викид.
- Анагрелід[22]
- Цилостазол використовується для лікування переміжної кульгавості.
- Пімобендан[en] схвалений FDA для ветеринарного застосування для лікування серцевої недостатності у тварин.

ФДЕ3 іноді називають фосфодіестераза, інгібована цГМФ.

### Селективні інгібітори ФДЕ4

інгібітори ФДЕ4

- Месембренон, алкалоїд з трави Sceletium tortuosum
- Роліпрам, що використовується як дослідний засіб у фармакологічних дослідженнях
- Ібуділаст, нейропротекторний і бронхолітичний препарат, що використовується в основному для лікування астми та інсульту. Він найбільшою мірою пригнічує ФДЕ4, але також демонструє значне пригнічення інших підтипів ФДЕ, тому діє як селективний інгібітор ФДЕ4 або неселективний інгібітор фосфодіестерази, залежно від дози.
- Пікламіласт, більш потужний інгібітор, ніж ролипрам.[23]
- Лютеолін, добавка, отримана з арахісу, яка також володіє властивостями IGF-1.[24]
- Дротаверин, що використовується для полегшення болю при нирковій коліці, а також для прискорення розширення шийки матки під час пологів
- Рофлуміласт[en], показаний людям із тяжкою ХОЗЛ для запобігання погіршення таких симптомів, як кашель та надлишок слизу[25]
- Апреміласт, використовується для лікування псоріазу та псоріатичного артриту.
- Crisaborole, використовується для лікування атопічного дерматиту.

ФДЕ4 є основним ферментом, що метаболізує цАМФ, який міститься в клітинах запалення та імунітету. Інгібітори ФДЕ4 мають доведений потенціал як протизапальні препарати, особливо при запальних легеневих захворюваннях, таких як астма, ХОЗЛ та риніт. Вони пригнічують вивільнення цитокінів та інших запальних сигналів, а також пригнічують вироблення активних форм кисню. Інгібітори ФДЕ4 можуть мати антидепресивну дію а також нещодавно були запропоновані для використання як антипсихотичні засоби.
26 жовтня 2009 року Університет Пенсільванії повідомив, що дослідники з їхньої установи виявили зв'язок між підвищеним рівнем ФДЕ4 (і, отже, зниженим рівнем цАМФ) у мишей, позбавлених сну. Лікування інгібітором ФДЕ4 підвищувало дефіцитний рівень цАМФ і відновило деякі функції пам'яті на основі гіпокампу.

### Селективні інгібітори ФДЕ5
- Силденафіл, тадалафіл, варденафіл, а також новіші уденафіл[en] і аванафіл[en] селективно інгібують ФДЕ5, який є цГМФ-специфічним і відповідає за деградацію цГМФ в кавернозному тілі. Ці інгібітори фосфодіестерази використовуються в основному як засоби для лікування еректильної дисфункції, а також для деяких інших медичних застосувань, таких як лікування легеневої гіпертензії. Менш розповсюджені та доступні не у всіх країнах  - аванафіл (avanafil), міроденафіл (mirodenafil), уденафіл (udenafil), лоденафіл (lodenafil).[30][31]
- Дипіридамол також інгібує ФДЕ5. Це дає додаткову користь при одночасному застосуванні з NO або статинами.

### Селективні інгібітори ФДЕ7
Недавні дослідження показали, хіназолін інгібітор типу ФДЕ7, чинить сильну протизапальну і нейрозахисну дії.

### Селективні інгібітори ФДЕ9
Параксантин, основний метаболіт кофеїну (84 % у людей), є ще одним цГМФ-специфічним інгібітором фосфодіестерази, який інгібує ФДЕ9, цГМФ, який віддає перевагу фосфодіестеразі. ФДЕ9 експресується так само високо, як ФДЕ5 в кавернозному тілі.

### Селективні інгібітори ФДЕ10
Повідомляється, що папаверин, алкалоїд опію, діє як інгібітор ФДЕ10. ФДЕ10А майже виключно експресується в смугастому тілі, а подальше збільшення цАМФ і цГМФ після інгібування ФДЕ10А (наприклад, папаверином) є «новим терапевтичним шляхом у відкритті антипсихотичних засобів».

### Селективні інгібітори ФДЕ11
BC11-38